# Балта-Верде (Долж)
Балта-Верде (рум. Balta Verde) — село у повіті Долж в Румунії. Входить до складу комуни Подарі.
Село розташоване на відстані 183 км на захід від Бухареста, 6 км на південь від Крайови.

## Населення
За даними перепису населення 2002 року у селі проживали 435 осіб, усі — румуни. Усі жителі села рідною мовою назвали румунську.